# McLaren Solus GT
McLaren Solus GT är en sportbil som den brittiska biltillverkaren McLaren Automotive presenterade i augusti 2022.
Bilen har utvecklats i samarbete med datorspelet Gran Turismo. Det är en ensitsig sportvagn, avsedd att framföras på racerbana men den går att registrera som personbil. Solus GT är till stora delar byggd i kolfibermaterial och har en sugmotor ursprungligen utvecklad av den brittiska motortillverkaren Judd. McLaren kommer att bygga 25 exemplar med en prislapp på $4 000 000.